# Toleman
Toleman est une écurie de course automobile britannique fondée par les frères Toleman, industriels britanniques spécialisés dans le transport routier international. Toleman a participé au championnat du monde de Formule 1 de 1981 à 1985, disputant 57 Grands Prix et marquant 26 points. L'écurie a signé trois podiums, une pole position grâce à Teo Fabi et deux meilleurs tours en course grâce à Derek Warwick et Ayrton Senna. Toleman est l'écurie qui a permis à Senna de débuter en Formule 1.

## La Formule 2
L'écurie Toleman débute en compétition automobile dans les années 1970 (en Formule Ford 2000) et s'engage en Formule 2 en 1978. À Brands Hatch, dès sa première course, Rad Dougall sur March-BMW-Toleman termine 3e. En 1979, avec un budget en hausse, Toleman peut se permettre d'engager une monoplace supplémentaire pour Brian Henton. La solide paire de pilotes signe alors trois succès et Henton termine vice-champion de Formule 2 derrière Marc Surer. En 1980, la nouvelle TG280 permet de confirmer les résultats de la saison précédente : Henton (3 victoires) et Warwick (2 victoires) surclassent la concurrence : carton plein pour Toleman au classement final, Henton est champion devant son coéquipier. Fort de ses succès en F2, Toleman annonce sa montée en Formule 1 en 1981.

## Des débuts difficiles en F1
Le trio Toleman-Hart-Pirelli, novice en Formule 1, connaît des moments difficiles qui contrastent fortement avec les réussites passées de l'écurie. La TG181 (conçue par Rory Byrne comme les F2 depuis 1978), est confiée aux pilotes historiques de l'écurie Brian Henton et Derek Warwick. Warwick ne réussit à se qualifier qu'à Las Vegas (22e puis abandon) et Henton qu'au Grand Prix d'Italie (23e place puis 10e à l'arrivée). La première saison est donc vierge de tout point et très décevante pour l'écurie championne en titre en F2.

## Le premier résultat et les premiers points

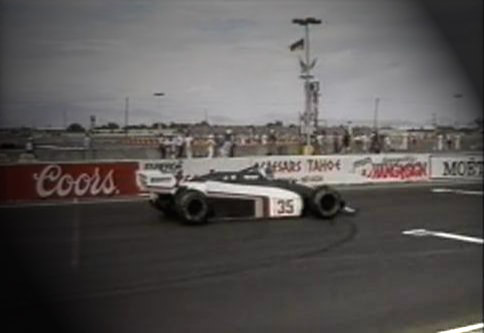
Derek Warwick au volant de la TG183 à Las Vegas en 1982.

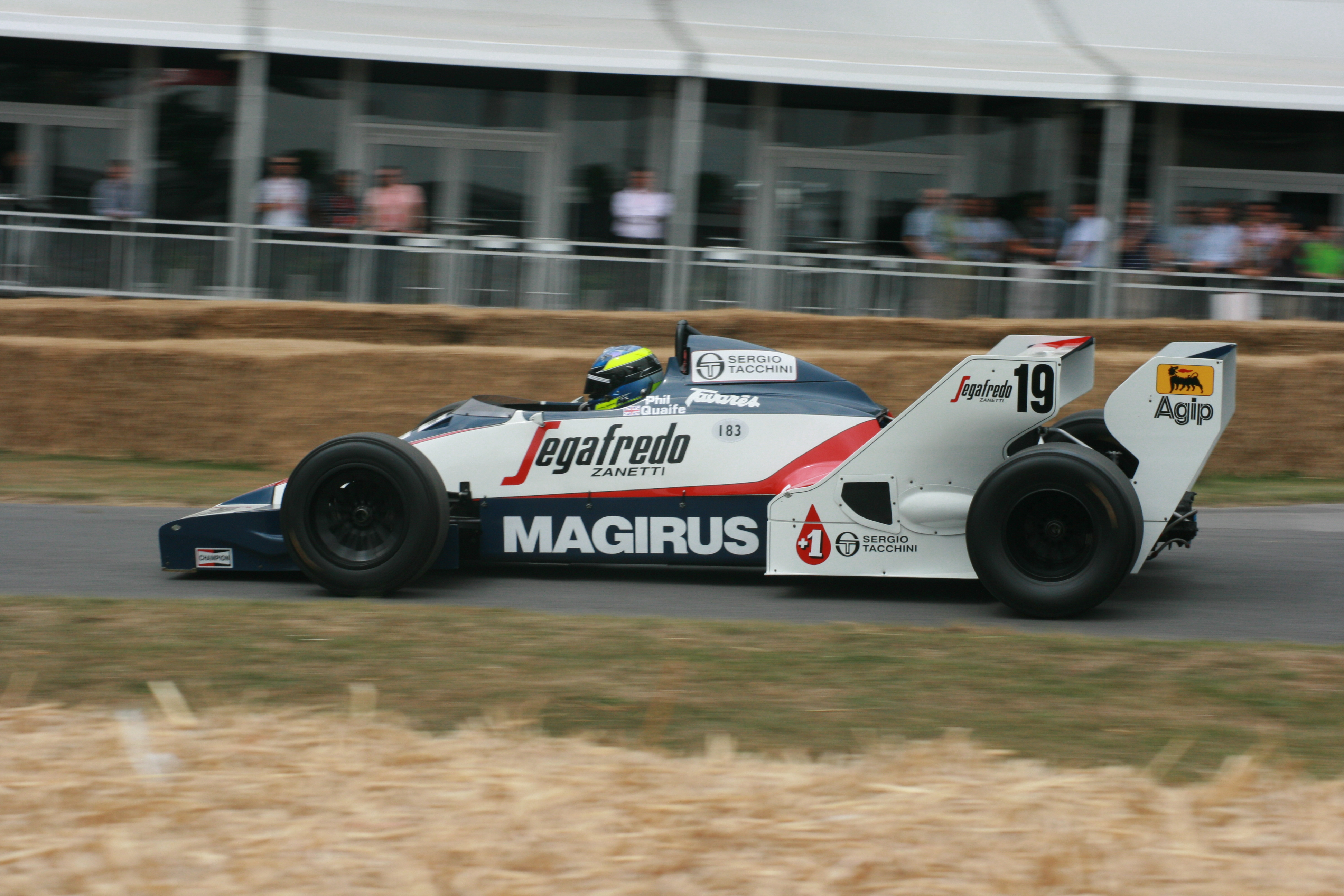
La TG183B d'Ayrton Senna à Goodwood en 2010

En 1982, Teo Fabi remplace Henton sur la TG181B, modeste amélioration de la monoplace de 1981. Après quelques Grands Prix insipides apparaît une nouvelle évolution plus performante, la TG181C. À son volant, Warwick réalise le meilleur tour en course aux Pays-Bas. Mais onze abandons en autant de courses disputées sont synonymes d'une nouvelle saison blanche.
En 1983, Toleman engage la TG183B, évolution de la TG183 étrennée en fin de saison 1982 lors des deux dernières courses. Cette machine est à l'origine d'une forte progression des résultats de l'écurie. Derek Warwick se qualifie assez régulièrement en première partie de grille. Au Grand Prix des Pays-Bas, il inscrit les premiers points de l'écurie en se classant 4e. Sa fin de saison est tonitruante puisqu'il se classe quatre fois consécutivement dans les points : 4e aux Pays-Bas, puis 6e en Italie, 5e au Grand Prix d'Europe et enfin 4e à Kyalami. Bruno Giacomelli, son coéquipier, inscrit également le point de la 6e place au Grand Prix d'Europe. En 15 courses, Toleman marque 10 points et pointe à la 9e place du classement final du championnat du monde des constructeurs.

## L'année «Magic»

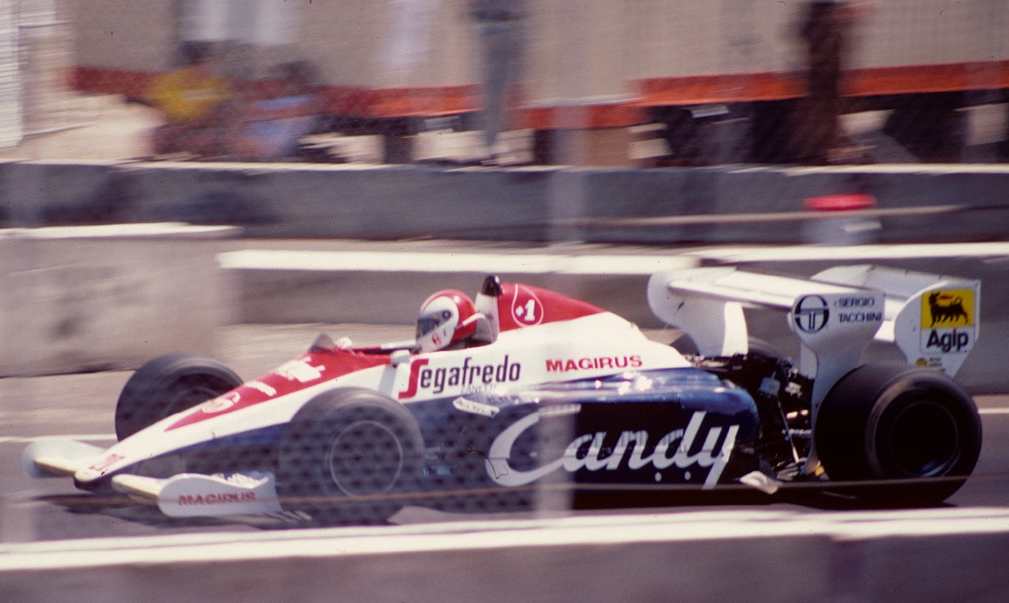
Johnny Cecotto sur Toleman TG184 en 1984 à Dallas

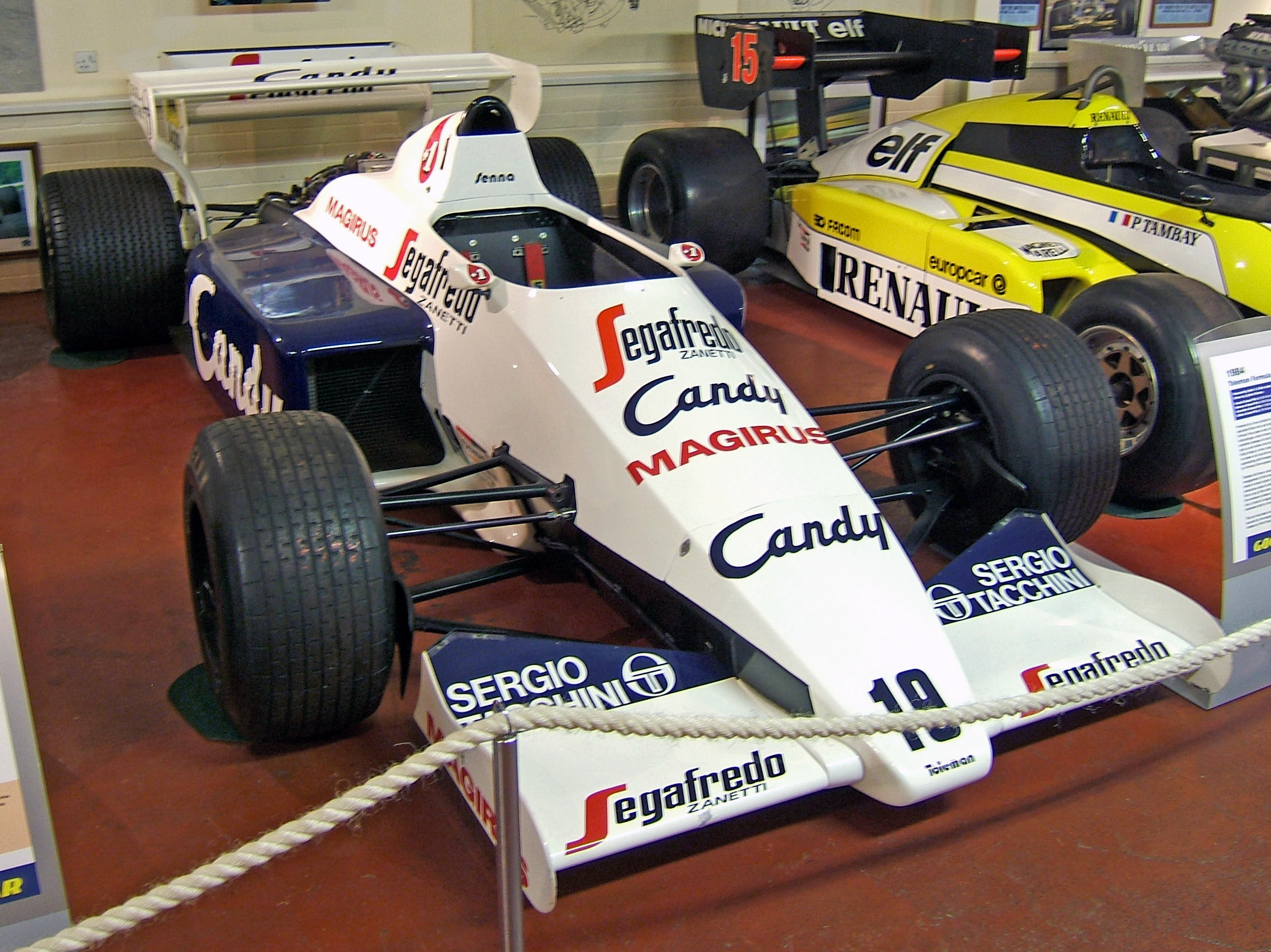
La TG184 d'Ayrton Senna

En 1984, Toleman perd Derek Warwick, parti chez Renault F1 Team remplacer Alain Prost et se sépare de Bruno Giacomelli, trop fréquemment dominé par son équipier. L'équipe recrute le Vénézuélien Johnny Cecotto, libre depuis la faillite de l'écurie Theodore Racing à la fin de la saison 1983 et le jeune Brésilien Ayrton Senna. La TG183B, brillante la saison précédente, est à nouveau engagée puis remplacée par la TG184 à partir du Grand Prix de France. 
Dès son deuxième Grand Prix, en Afrique du Sud, Senna marque son premier point ; il récidive au Grand Prix suivant, à Zolder, en Belgique. La crise couve entre Toleman et Pirelli : Senna étant convaincu de la supériorité des pneus Michelin et persuadé qu'un passage aux gommes françaises représentait le plus gros potentiel de gain en termes de temps au tour, il convainc son équipe de rompre son contrat avec Pirelli, ce qui aboutit à la non-qualification de Senna à Imola auquel fut livré des pneus peu compétitifs. Toleman rejoint le clan des utilisateurs de pneus Michelin dès la course suivante. Dès sa deuxième course avec les pneus français, à Monaco, Senna, qualifié en treizième position, démontre son agilité sous la pluie et revient à quelques longueurs du leader lorsque le directeur de course Jacky Ickx l'interrompt pour raison de sécurité. Le classement est figé au tour précédent l'interruption : Alain Prost devant Senna et Stefan Bellof (autre révélation de la journée qui signait des temps au tour comparables à ceux de Senna). Toleman obtient toutefois son premier podium en Formule 1. 
Arrive alors le Grand Prix de Grande-Bretagne, très contrasté pour Toleman : si Senna termine troisième, Johnny Cecotto est victime d'un grave accident. Lors des quatre épreuves suivantes, Toleman, attendant le rétablissement de son pilote vénézuélien, n'engage qu'une seule monoplace avant que Stefan Johansson soit aligné à Monza, Cecotto n'étant plus apte à piloter une monoplace de Formule 1. Là encore, une seule monoplace est engagée car Senna est mis à pied car, à Zandvoort, Team Lotus a annoncé le recrutement de Senna pour la saison 1985 alors que son contrat chez Toleman était de deux ans. Senna est finalement reconduit pour les deux dernières courses de la saison et termine troisième lors de la manche finale de la saison à Estoril. Avec trois podiums, un record du tour, 16 points marqués et une septième place en championnat, cette saison est la plus prolifique de Toleman.

## La dernière saison

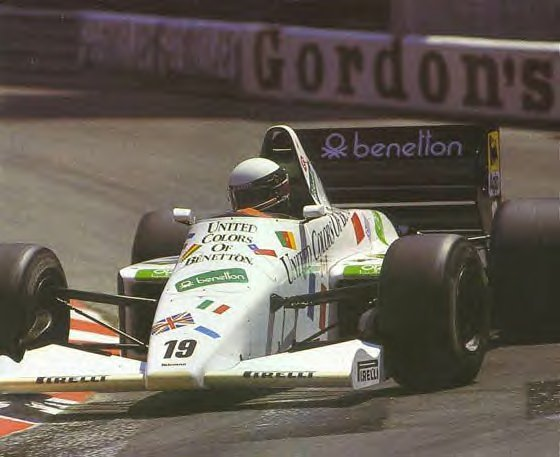
La TG185 de Teo Fabi en 1985

La saison suivante s'engage plutôt mal pour Toleman. L'écurie est contrainte de faire l'impasse sur les trois premiers Grands Prix de la saison, Goodyear refusant de lui fournir des pneus. Johansson quitte alors l'équipe pour effectuer une pige chez Tyrrell (qui lui vaudra d'être repéré par Ferrari pour remplacer Arnoux). Puis Toleman n'engage qu'une seule monoplace, la TG185, chaussée en Pirelli, pour Teo Fabi, de retour après une année 1984 chez Brabham en Formule 1 et chez Forsythe en CART. En Allemagne, Fabi réussit l'exploit de décrocher la première pole position de l'écurie (malheureusement il abandonne en course). Cet évènement incite Luciano Benetton, en quête d'exposition médiatique, à sponsoriser l'écurie Toleman. La monoplace est entièrement décorée aux couleurs Benetton et, à partir du Grand Prix d'Autriche, une seconde voiture (pour doubler la visibilité publicitaire) est confiée à Piercarlo Ghinzani qui vient de quitter Osella. Cette saison (aucun point inscrit en championnat), entamée sous de mauvais auspices, doit être considérée comme une saison de transition : Toleman est finalement rachetée par son sponsor qui engage en 1986 l'écurie Benetton Formula en championnat du monde avec comme pilotes Teo Fabi et Gerhard Berger.

## Résultats en championnat du monde de Formule 1
| Saison | Écurie                                            | Châssis                                     | Moteur          | Pneus            | Pilotes                                                        | Grands Prix disputés | Points inscrits | Classement |
| ------ | ------------------------------------------------- | ------------------------------------------- | --------------- | ---------------- | -------------------------------------------------------------- | -------------------- | --------------- | ---------- |
| 1981   | Candy Toleman Motorsport                          | Toleman TG181                               | Hart L4 turbo   | Pirelli          | Brian Henton Derek Warwick                                     | 2                    | 0               | Non classé |
| 1982   | Candy Toleman Motorsport Toleman Group Motorsport | Toleman TG181B Toleman TG181C Toleman TG183 | Hart 415T turbo | Pirelli          | Derek Warwick Teo Fabi                                         | 11                   | 0               | Non classé |
| 1983   | Candy Toleman Motorsport                          | Toleman TG183B                              | Hart 415T turbo | Pirelli          | Derek Warwick Bruno Giacomelli                                 | 15                   | 10              | 9e         |
| 1984   | Toleman Group Motorsport                          | Toleman TG183B Toleman TG184                | Hart 415T turbo | Pirelli Michelin | Ayrton Senna Johnny Cecotto Stefan Johansson Pierluigi Martini | 16                   | 16              | 7e         |
| 1985   | Toleman Group Motorsport                          | Toleman TG185                               | Hart 415T turbo | Pirelli          | Teo Fabi Piercarlo Ghinzani                                    | 13                   | 0               | Non classé |

## Palmarès des pilotes de Toleman
| Pilotes            | Grand Prix disputés | Victoires | Podiums | Points inscrits | Pole positions | Meilleur tour en course |
| ------------------ | ------------------- | --------- | ------- | --------------- | -------------- | ----------------------- |
| Brian Henton       | 1                   | 0         | 0       | 0               | 0              | 0                       |
| Derek Warwick      | 26                  | 0         | 0       | 9               | 0              | 1                       |
| Teo Fabi           | 20                  | 0         | 0       | 0               | 1              | 0                       |
| Bruno Giacomelli   | 14                  | 0         | 0       | 1               | 0              | 0                       |
| Ayrton Senna       | 14                  | 0         | 3       | 13              | 0              | 1                       |
| Johnny Cecotto     | 9                   | 0         | 0       | 0               | 0              | 0                       |
| Stefan Johansson   | 3                   | 0         | 0       | 3               | 0              | 0                       |
| Pierluigi Martini  | 0                   | 0         | 0       | 0               | 0              | 0                       |
| Piercarlo Ghinzani | 7                   | 0         | 0       | 0               | 0              | 0                       |